# Franz Szaroleta
Franz Szaroleta (* 23. März 1902 in Leipzig; † 2. Januar 1988 ebenda) war ein deutscher Gebrauchsgrafiker in der DDR.

## Leben und Werk
Szaroleta war der Sohn eines Schuhmachers in Leipzig-Schleußig. Über seine frühen Jahre, insbesondere seine berufliche Ausbildung und Tätigkeit bis 1945, wurden keine Informationen gefunden.
Szaroleta nahm als Soldat der Wehrmacht am Zweiten Weltkrieg teil und arbeitete danach in Leipzig als freischaffender Gebrauchsgrafiker. Er war Mitglied des Verbands Bildender Künstler der DDR.
Szaroleta entwarf u. a. Firmenzeichen und Werbemittel für Leipziger Unternehmen und Plakate für die Produktwerbung und für Veranstaltungen, u. a. 1960 für die XIV. Schacholympiade in Leipzig. Dabei benutzte er häufig humoristische Motive, so ab etwa 1955 bei den Werbeplakaten für das Zahlenlotto und 1958 für Florena Rasier Krem.

## Ausstellungen
- 1958/1959 und 1962/1963: Dresden, Vierte und Fünfte Deutsche Kunstausstellung
- 1962 und 1965: Dresden, Bezirkskunstausstellungen

## Weblink
- https://www.bildindex.de/ete?action=queryupdate&desc=%22szaroleta%2C%20franz%22%20&index=obj-all